# نموذج المجموع المرجح
نموذج المجموع المرجح (بالإنجليزية: Weighted sum model)‏، ويُسمى أيضًا التوليفة الخطية المرجحة (WLC)، أو الترجيح الجمعي البسيط (SAW). في نظرية اتخاذ القرار، يُعد نموذج المجموع المرجح (WSM)، أشهر وأبسط طريقة لتحليل القرار متعدد المعايير (MCDA)، فصنع القرار متعدد المعايير لتقييم عدد من البدائل من حيث عدد معايير القرار.